# Međimurje pod ugarskom vlašću
Međimurje pod ugarskom vlašću razdoblje je kada se taj najsjeverniji hrvatski kraj između Mure i Drave formalno nalazio pod upravom ugarske županije Zala. Bila je to višestoljetna težnja ugarskih vlastodržaca koja se ostvarila 1720. godine, kada je Međimurje u posjed dobio habsburški grof češkog podrijetla Mihael Ivan III. Althann. Sve do tada, premda u posjedu i hrvatskih i ugarskih i austrijskih velikaša (Dimitrije Čak, Gisingovci, Lackovići, Ernušti, Zrinski i dr.), Međimurje se u političkom i upravnom smislu nalazilo u sastavu Varaždinske županije koja je formalno pripadala Kraljevini Slavoniji, jednoj od hrvatskih zemalja u sklopu Hrvatsko-Ugarskog Kraljevstva i, poslije, Habsburške Monarhije. Štoviše, čak i poslije 1720. ovo područje na sjeveru Hrvatske, napučeno skoro isključivo hrvatskim življem, u crkvenom je pogledu cijelo vrijeme pripadalo zagrebačkoj biskupiji (kasnije nadbiskupiji).
Od 1720. godine pa sve do 1918., osim u dva kraća razdoblja, Međimurje je administrativno pripadalo županiji Zala, koja se nalazila na jugozapadu Kraljevine Ugarske i čije je sjedište bilo u gradu Jegerseku (Zalaegerszegu). Izuzeto od ugarske uprave ono je bilo samo dvaput, i to u godinama 1785. – 1789. i 1849. – 1861., kada se je kraće vrijeme ponovno nalazilo u Banskoj Hrvatskoj. Za vrijeme ugarske vladavine, a osobito poslije 1861., žitelji Međimurja bili su pod stalnim pritiskom odnarođivanja, nametanja tuđeg, stranog, njima nerazumljiva jezika, te izloženosti raznim vrstama fizičkog i psihičkog nasilja, pogotovo ako bi se otvoreno suprotstavili nametnutoj vlasti. Provodila se intenzivna mađarizacija, posebice nad djecom kroz obrazovanje u novoosnovanim državnim školama, koje su sve više zamjenjivale dotadašnje vjerske škole u kojima se podučavalo na hrvatskom jeziku. U Čakovcu je osnovana Učiteljska škola, odnosno preparandija za obrazovanje onih koji su provodili mađarizaciju. Potonja se manifestirala i kroz novinstvo i nakladništvo, te na druge načine. Vrhunac mađarizacije i nasilja nad hrvatskim jezikom dogodio se 1898. godine, kada su vlasti uvele denominaciju svih hrvatskih topografskih naziva u Međimurju, pa su izvorna stara hrvatska imena naselja bila karikirano preimenovana na mađarski jezik.
Pod hrvatsku vlast Međimurje je de facto vraćeno na Badnjak, 24. prosinca 1918. odlučnom akcijom vojnih postrojbi Narodnog vijeća Države SHS, sastavljenih od dragovoljaca i bivših pripadnika austro-ugarske vojske, odnosno hrvatskih domobrana. Tom vojnom operacijom ugarski su vlastodršci protjerani preko rijeke Mure u novostvorenu državu Mađarsku, koja je poslije 1. svjetskog rata jako skučena u znatno umanjene granice nego prije toga. Dana 9. siječnja 1919. sazvana je Velika narodna skupština u Čakovcu na kojoj je donijeta Rezolucija o odcjepljenju Međimurja od ugarske države i time je ono voljom naroda opet pripojeno Hrvatskoj, što je nešto kasnije potvrđeno na međunarodnoj Pariškoj mirovnoj konferenciji, odnosno Trianonskim ugovorom.

## Povijesna pozadina
Još dok je krajem 11. stoljeća postojalo nezavisno starohrvatsko kraljevstvo, ugarska je država u Slavoniji, njegovom sjevernom, kontinentalnom dijelu, preuzela vlast, koja je za cijeli teritorij potvrđena biogradskom krunidbom Kolomana za hrvatskoga kralja 1102. godine. Međimurje je pritom u tadašnjoj personalnoj uniji dviju država bilo i ostalo dio Slavonije, bez obzira na to što su taj kraj kraljevi, odnosno hercezi, davali u posjed i hrvatskim i ugarskim plemićima. Slavonija se od prve polovice 13. stoljeća spominje kao “Kraljevina Slavonija“, naziv za kojeg se smatra da je prvi upotrijebio herceg Koloman (vladao 1226. – 1241.), koji je upravljao njome, nazvavši ju regnum nostrum, videlicet Sclavonia (u prijevodu „naše kraljevstvo, to jest, Slavonija“).

### Prvi dokumenti o Međimurju iz 13. stoljeća
Prvi sačuvani dokumenti u kojima se spominje Međimurje potječu iz 13. stoljeća. Tako se u povelji kralja Emerika Arpadovića iz 1203. godine stanovnici Mihovljana, koji leži „između Mure i Drave“, oslobađaju svih dugovanja i kralju i banu i izuzimaju od plaćanja poreza. Ovdje je bitna riječ „ban“, koja upućuje na to da je Međimurje pod upravom hrvatskog bana. U ugarskoj strukturi vlasti, naime, nisu postojali banovi pa to znači da kraj između Mure i Drave nije bio sastavni dio Ugarske, nego Hrvatske (odnosno ondašnje Slavonije).
U 13. stoljeću u Međimurju se preklapala crkvena vlast zagrebačke i vesprimske biskupije i nije do kraja razjašnjena granica jurisdikcije tih dviju biskupija, dok je u kasnijim stoljećima to područje potpadalo pod zagrebačku biskupiju (kasnije nadbiskupiju). U jednoj povelji o sudskoj presudi iz 1226. godine u vezi spora oko posjeda u Otoku (kod Preloga) i Bistrici (kod Kotoribe i Donje Dubrave) spominje se da je posredovao zagrebački biskup Stjepan (1225–1247.), što govori o nadležnosti potonjeg u to vrijeme na tom području.
O pripadnosti najsjevernijeg hrvatskog kraja Kraljevini Slavoniji (a ne Ugarskoj) govori činjenica da su neki feudalci ugarskog ili njemačko-austrijskog podrijetla (na primjer Gisingovci, Lackovići i Ernušti) dobivali od kralja Međimurje u posjed, kako bi mogli postati banovi, jer ban je mogao biti samo velikaš koji je imao vlastito imanje na području kojim je upravljao. Primjerice, Henrik Gisingovac, koji je imao posjede u Ugarskoj, postao je Slavonski ban tek kad mu je kralj Bela III. (IV.) godine 1267. darovao posjede u Međimurju. Isto je bilo sa Stjepanom I. Lackovićem, koji je 1350. dobio Međimurje od kralja Ljudevita I. Anžuvinca, a 1351. imenovan banom čitave Slavonije, Hrvatske i Dalmacije. Ivan I. Ernušt, zvan „Hampo“, postao je 20. studenog 1473. slavonskim banom, istodobno dobivši od kralja Matije Korvina u posjed međimursko vlastelinstvo sa sjedištem u Čakovcu.
U doba Lackovića, od sredine 14. stoljeća, formira se međimursko vlastelinstvo kao jedinstven feudalni posjed, a sitni plemići postali su ovisni o Lackovićima i narednim gospodarima vlastelinstva (Kaniški, grofovi Celjski, Ernušti, Zrinski itd.), imajući svoje posjede u zakupu. Izuzetak su bila manja crkvena imanja pavlina, kao što je bila Sveta Jelena.

### Ugarske pretenzije knezova Zrinskih
Prve naznake da je Međimurje počelo gravitirati prema Ugarskoj pojavile su se u vrijeme kad je njegov gospodar bio Juraj IV. Zrinski (*1549–†1603.), pristaša protestantizma. On je želio postati veliki župan ugarske županije Zala, teritorijalne jedinice koja je na rijeci Muri graničila s Međimurjem. Njegova želja nije ispunjena, ali je to uspjelo 1608. godine njegovom starijem sinu Nikoli VI., unuku Nikoli VII. (Čakovečkom) i praunuku Adamu. Ipak, činjenica da je Hrvatski sabor 1609. donio odluku da je u Hrvatskoj i Slavoniji zabranjen protestantizam, a dozvoljeno samo katoličanstvo, i da su, slijedom toga, protjerivani protestantski svećenici, a na njihova mjesta u Međimurju dolazili oni katolički iz zagrebačke biskupije, govori u prilog tome da je taj kraj pod hrvatskom crkvenom upravom.
O svjetovnoj upravi govori povjesničer prof. dr. Rudolf Horvat u svojoj knjizi „Poviest Međimurja“ iz 1907. godine (koja je kasnije tiskana u još dva izdanja) gdje između ostalog naglašava da je Međimurje i u vrijeme banovanja Nikole Zrinskog Čakovečkog i brata mu Petra (u drugoj polovici 17. stoljeća), pripadalo Hrvatskoj, a ne Ugarskoj, jer su se u Čakovcu održavale banske konferencije, što se ne bi dogodilo da je Čakovec bio u Ugarskoj. Jedna takva konferencija, na kojoj se odlučivalo o smještaju i opskrbi habsburške carske vojske koja je boravila u Hrvatskoj, održana je 7. siječnja 1664. i na njoj su sudjelovali: članovi Hrvatskog sabora ban Nikola Zrinski, podban Gašpar Orehovečki, protonotar Ivan Zakmardi i Krsto Druškovečki, te dožupani varaždinske, križevačke i zagrebačke županije Nikola Patačić, Franjo Majcen i Nikola Gutal. Zaključci doneseni na toj konferenciji pohranjeni su u Hrvatskom državnom arhivu u Zagrebu.

### Dokumenti o pripadnosti Međimurja Hrvatskoj u 15., 16. i 17. stoljeću
O pripadnosti Međimurja Hrvatskoj u 15., 16. i 17. stoljeću postoji više sačuvanih dokumenata. O njima je pisao sredinom 18. stoljeća svetojelenski pavlin Josip Bedeković Komorski (*1688–†1760.) u svojoj knjizi Natale solum magni ecclesiae doctoris sancti Hieronymi in ruderibus Stridonis occultatum, probatorum nihilominus historicorum, et geographicorum opinionibus, ac brevis Illyricanae chronologiae adjumento erutum, atque cum vita ejusdem purpurati Dalmatae per a.r.p. Josephum Bedekovich, ordinis fratrum eremitarum s. Pauli primi eremitae definitorem generalem patefactum, anno reparatae salutis, M.DCC.LII., Neostadii Austriae, ex typographeo Mulleriano   („Rodno mjesto velikoga crkvenog učitelja svetoga Jeronima skriveno pod ruševinama Štrigove (Stridona), koje je objelodanio prema mišljenju vrsnih povjesničara i zemljopisaca, s kratkom ilirskom kronologijom, te objavio sa životopisom istoga grimiznoga Dalmatinca velečasni otac Josip Bedeković, generalni vijećnik reda braće prvog pustinjaka sv. Pavla, godine opet stečenoga spasenja 1752. u austrijskom Novom Mjestu iz Müllerove tiskare“) izdanoj u Bečkom Novom Mjestu 1752. godine.
U toj opsežnoj knjizi Bedeković navodi dokaze o županijskoj jurisdikciji u Međimurju. Među starije dokaze spada jedna darovnica kralja Matije Korvina iz 1470. godine izdana u Budimu u kojoj piše: Nos Mathias Dei gratia Rex Hungariae etc. Memoriae commendamus tenore praesentium significantes, quibus expedit etc. Quod nos consideratis fidelitate etc. totalem possessionem Gardinovec vocatam, in Comitatu Varasdiniensi et Districtu Drava-Muraköz etc. Ili u prijevodu: „Mi, Matija, milošću Božjom kralj Ugarske itd. ovom darovnicom obavještavamo sve one kojih se to tiče itd. da smo, razmotrivši vjernost itd. dodijelili cijeli posjed zvani Gardinovec u Varaždinskoj županiji, u okrugu Drava-Međimurje itd.“
Bedeković nadalje spominje „kraljevske listine“ koje se odnose na samostan svete Jelene iz 1455. (kralja Ladislava Posmrtnog), 1458. i 1465. (kralja Matije Korvina), te 1554. (kralja Ferdinanda I. Habsburškog), a u kojima izričito stoji „da samostan leži u Kraljevstvu Slavonije“. Isto tako, u ugarskom Tripartitumu u članku 34. dekreta 3., što je sve potvrđeno od kralja Vladislava II. Jagelovića na Budimskom saboru 1498., piše da se tridesetnica ubire u mjestima Kraljevine Slavonije u kojima postoje porezni uredi ili njihove ispostave, među kojima su navedeni Zagreb, Varaždin, Nedelišće, Raskrižje (međimursko naselje koje je sredinom 20. stoljeća hrvatsko komunističko vodstvo dalo na upravu Sloveniji), Vinica, Krapina, Stubica itd.
Jedna od potvrda gdje se spominje Međimurje je ona koju je izdao kralj Rudolf II. Habsburški u Pragu 8. svibnja 1603. godine Franji, Stjepanu i Ladislavu Repiću za vlasništvo nad posjedima Gardinovec i Tomašovec (Sveti Martin na Muri) u kojoj piše: …Omnino in Districtu Drava-Muraköz in Comitatu Varasdinensi, et Regno nostro Slavoniae existens, habitum etc. (u prijevodu: „…nalazi se u okrugu Drava-Međimurje u Varaždinskoj županiji i u našem kraljevstvu Slavonije itd.“).
Jedna druga povelja, koju je izdao kralj Ferdinand II. Habsburški 11. prosinca 1635. Matiji i Doroteji Filok za posjed Gardinovec, sljedećeg je sadržaja: Nos Ferdinandus II. Dei gratia Romanorum Imperator et Rex Hungariae etc. Memoriae commendamus etc. Quod fidelis noster Mathias Filok etc. Exposuerunt etc. Qualiter illi certarum litterarum Rudolphi Imperatoris etc. Omnino in districtu Drava-Muraköz et Comitatu Varasdinensi existens, habit etc. (prevedeno: „Mi, Ferdinand II., milošću Božjom rimski car i kralj Ugarske itd. obavještavamo itd. da je naš vjerni sin Matija Filok itd. izložili su itd. kako mu je (na temelju) određene darovnice cara Rudolfa (dodijeljen posjed) koji se nalazi nedvojbeno u okrugu Drava-Međimurje, u Varaždinskoj županiji itd.“). Tom se poveljom samog vladara države neosporno dokazuje da Gardinovec, posjed Filokovih, leži u Međimurju, a ono u Varaždinskoj županiji, i to je činjenica koja se ne može dovesti u pitanje. U tim i sličnim dokumentima nigdje ne piše da je Međimurje dio ugarske županije Zala.
O pavlinskom samostanu u Svetoj Jeleni, uključujući i samostan u Štrigovi, Josip Bedeković navodi da se poslije reorganizacije pavlinskih provincija 1701. godine nalazi u hrvatskoj (a ne ugarskoj) pavlinskoj provinciji.
I drugi povjesničari iz toga vremena govore da Međimurje pripada Varaždinskoj županiji, odnosno Hrvatskoj. Tako kranjski barun Janez Vajkard Valvasor piše da je Štrigova u Hrvatskoj, talijanski pisac Daniele Farlati da se Varaždinska županije proteže i preko Drave, a slično navode i onovremeni hrvatski povjesničari Vitković i Krčelić.

### Međimurje na starim zemljovidima iz 17. i početka 18. stoljeća
Osim pisanih dokumenata postoje i stari zemljovidi, odnosno atlasi, posebice oni iz 17. stoljeća, na kojima je Međimurje ucrtano kao dio Hrvatske. Tako je, na primjer, kartograf Santon 1666. godine tiskao „Atlas Contractus“ u kojem je rijeka Mura ucrtana kao granična rijeka između Ugarske i Hrvatske. Zemljopisac Foedericus de Wit izdao je 1688. atlas u kojem se na 15. zemljovidu vidi kako Međimurje s Čakovcem leži u Hrvatskoj, a ne u Ugarskoj, a na 79. stranici je bojom jasno označeno da Međimurje pripada Varaždinskoj županiji. Njemački povjesničar Martin Meyer u svom djelu „Ortelius redivivus et continuatus“ iz 1665. prikazuje tvrđavu Novi Zrin i kaže da ona „leži u Hrvatskoj, na rijeci Muri“.
Na zemljovidu talijanskog kartografa Giacoma Cantellija iz 1690. godine područje između Mure i Drave označeno je kao Megimorie, o Isola della Mura, e Zeriniana, a na rijeci Muri je ucrtana granica između Hrvatske i Ugarske. Kao dio Hrvatske (preciznije Slavonije) Međimurje je se nalazi i na velikoj zemljopisnoj karti hrvatskih i okolnih zemalja njemačkog izdavača Augusta Vindelicora iz 1720. godine, dakle one godine kada je pripojeno Ugarskoj.
Nakon smaknuća Petra Zrinskog u Bečkom Novom Mjestu 30. travnja 1671. godine, njegovu polovicu međimurskog vlastelinstva preuzela je Kraljevska dvorska komora iz Graza, dok je drugu polovicu, koja je pripadala Petrovu bratu Nikoli, stradalom u lovu na vepra u Kuršanečkom lugu, uspio uz pomoć svoje majke Marije Sofije zadržati Nikolin maloljetni sin Adam (*1662–†1691.). Time je nastupilo svojevrsno međurazdoblje u kojem je vlastelinstvo podijeljeno na dva velika dijela.

### Kraljevska dvorska komora iz Graza preuzima Međimurje 1691. godine
Adam Zrinski upravljao je svojim dijelom najsjevernijeg kraja Hrvatske sve do svoje pogibije u bitki kod Slankamena 1691. Budući da nije imao nasljednika, na scenu je opet stupila Kraljevska dvorska komora iz Graza, koja je preuzela i drugi dio Međimurja, postavši tako u ime kralja gospodar praktički cijelog vlastelinstva. To je trajalo nekoliko godina, da bi onda kralj Leopold I. Habsburški, budući da je u to doba trajao veliki turski rat i trebalo mu je novaca, odlučio 1695. prodati Međimurje. Kupac je postao savojski markiz Turinetti di Prié, ali on nije uspio otplatiti svoju kupovinu do kraja, pa ju je 1702. vratio kralju, odnosno Komori.
Komora je u ime kralja upravljala Međimurjem do 1715. godine. Te je godine na požunskom saboru kralj Karlo III. (VI.) Habsburški potvrdio pripadnost Međimurja Hrvatskoj i primjenu njenih zakona. Kako je to napisao prof. dr. Rudolf Horvat u „Povijesti Međimurja“, ta se kraljeva potvrda nalazi u zakonskom članku broj 44. Požunskog sabora. Iste je godine kralj dao cijelo vlastelinstvo u zakup grofu Ivanu Čikulinu, čiji je djed došao u Hrvatsku iz Italije prije sto godina i služio na imanjima Nikole VI. Zrinskog.

### Međimurje u posjedu grofova Althanna
Zakup Ivana Čikulina nije dugo potrajao, jer je već 1719. kralj darovao Međimurje grofu Ivanu Mihaelu III. Althannu i njegovoj supruzi Anni Mariji Pignatelli (s kojom je bio posebno emocionalno vezan), koji su 1720. uvedeni u posjed.
Grof Althann bio je češkog podrijetla i živio je jedno vrijeme u Španjolskoj, isto kao i budući kralj Karlo, koji je vodio rat za španjolsku baštinu. Okolnosti su se, međutim, promijenile kada je 1711. godine umro Karlov stariiji brat Josip I. Habsburški, car i hrvatsko-ugarski kralj, koji nije imao nasljednika. Karlo je ostao jedini zakoniti muški Habsburgovac i zamijenio je brata na prijestolju Svetog Rimskog Carstva i Hrvatsko-Ugarskog Kraljevstva. S njim se u Beč doselio i grof Althann, koji je nekoliko godina poslije, zajedno sa suprugom, dobio u posjed Međimurje. Njih dvoje su, a poslije i njihovi potomci, bili gospodari međimurskog vlastelinstva sve do 1791. godine.

## Ugarska vlast u Međimurju

### Pripojenje Međimurja Zaladskoj županiji
Za status Međimurja godina 1720. osobito je važna, jer su povjesničari ustanovili da je, postavši gospodarom, grof Althann odmah proveo njegovo administrativno sjedinjenje sa Zaladskom županijom, odnosno prebacio ga iz Hrvatske u Ugarsku. Time je omogućio postupno pojačano odnarođivanje tog područja na krajnjem sjeveru zemlje. Situacija se nije bitno promijenila ni kada su Ivana Mihaela Althanna naslijedili njegovi sinovi i unuci. Oni su obnašali dužnost zaladskih velikih župana u vemenu od 1721–1824. (uz kraće prekide).

#### Grafički prikaz feudalnih gospodara Međimurja od 1200-1913. godine
O prelasku međimurskog vlastelinstva iz Varaždinske u Zaladsku županiju, a to znači iz Hrvatske u Ugarsku, nema sačuvanog dokumenta, koji bi izravno o tome svjedočio. Postoje samo posredni, neizravni zapisi koji ukazuju na to da se to dogodilo. To su, prije svega, podatci o odlasku međimurskih plemića na sjednice skupštine Zaladske županije. Svetojelenski pavlin Josip Bedeković u svojoj, već spomenutoj, knjizi Natale solum… navodi da je on osobno, kao prior pavlinskog samostana u Svetoj Jeleni, išao na skupštine Zaladske županije, gdje se raspravljalo, između ostalog, o pravnim i sudskim poslovima u županiji, što se odnosilo i na područje Međimurja.
Bedeković pritom napominje da je crkvena uprava i dalje ostala u rukama zagrebačke biskupije, navodeći kako su katolički vizitatori dolazili u Međimurje po nalogu zagrebačkih biskupa, a da su potonji osobno dijelili sakramente svete potvrde po međimurskim župama i vršili druge crkvene aktivnosti.
Kada je poslije smrti Marije Terezije na prijestolje 1780. godine stupio njezin sin, car i kralj Josip II. Habsburško-Lotarinški, veliki apsolutist i reformator, koji je tijekom svoje vladavine proveo niz reformi i reorganizacija u državi, Međimurje je bilo izloženo pojačanoj germanizaciji. U godinama 1785. – 1789. ono se nalazilo pod upravom Banske Hrvatske, a ne Zaladske županije. Josip II. je za vrijeme svoje vladavine uveo puno reformi u smislu prosvijećenog apsolutizma i germaniziranja nenjemačkih naroda u Monarhiji. Tako je, među ostalim, godine 1781. donio Patent o vjerskoj toleranciji, a zatim i Patent o ukidanju kmetstva. Znatno je oslabio moć i autoritet Crkve, a za područje Međimurja značajno je to što je ukinuo pavlinski crkveni red, jer su u njemu pavlini stoljećima imali svoje posjede, koje su za vrijeme Josipa II. izgubili.

### Jačanje mađarizacije poslije smrti kralja Josipa II. 1790. godine
U cijeloj Hrvatskoj sve reforme Josipa II. nisu bile dobro primljene, pa je Hrvatski sabor, kako bi se odupro germanizaciji, 1790. godine donio odluku o čvršćem povezivanju s Ugarskom. To je, međutim, dovelo do suprotnog učinka: bježeći od Austrijanaca., Hrvati su pali u zamku Mađara, jer su oni postupno počeli provoditi mađarizaciju.
Vrativši se poslije smrti Josipa II. u Zaladsku županiju, Međimurje je osobito bilo izloženo pojačanoj mađarizaciji. Nju su provodili njegovi novi gospodari, grofovi Feštetići, plemići podrijetlom Hrvati, ali tijekom 17. i 18. stoljeća pomađareni, koji su svoje novo vlastelinstvo kupili 1791. od Althanna za 1,6 milijuna forinti. Eksponenti mađarizacije počeli su uvoditi mađarski jezik u škole, državne urede, sudove i drugamo, najprije neobavezno, a od 1827. godine postalo je obavezno učenje mađarskog jezika u školama.
Nezadovoljstvo u cijeloj Hrvatskoj, pa tako i u Međimurju, raslo je, a 1848.  doživjelo kulminaciju. Tada je došlo do otvorenih sukoba između hrvatske i ugarske vojske, u kojima je značajne pobjede odnio ban Josip Jelačić. On je sa svojim postrojbama prešao rijeku Dravu i vratio Međimurje pod hrvatsku upravu. U Čakovcu mu je 11. rujna 1848. priređen svečan doček, ali tu nije bio kraj, jer Mađari nisu odustajali od svojih aspiracija prema sjeveru Hrvatske te su ga pokušali ponovno osvojiti. Slijedilo je burno razdoblje s više bitaka, iz kojih je Jelačićeva vojska na kraju izašla kao pobjednik. Službeno je kraj između Mure i Drave vraćen pod hrvatsku upravu odlukom habsburškog ministarskog vijeća od 19. prosinca 1849., i to, kako piše u tekstu odluke, “dok se o tomu ne stvori konačna odluka putem državnoga zakonodavstva“.

### Kratko razdoblje hrvatske uprave i ponovno pripojenje Ugarskoj
Međimurje je vraćeno Varaždinskoj županiji, što je obznanjeno na sjednici županijske skupštine održanoj 3. siječnja 1850. u Varaždinu. Dr. Rudolf Horvat navodi da je cijela županija tada imala 178.461 stanovnika. Prema kasnijem popisu stanovništva godine 1857. u samom Međimurju broj žitelja je iznosio ukupno 58.721, od čega je njih 612 govorilo njemačkim materinjim jezikom, 517 mađarskim, a ostali hrvatskim. Područje je podijeljeno na tri kotara: čakovečki, preloški i štrigovski.
Povoljna situacija se, međutim, ubrzo nakon revolucionarne 1848. godine promijenila, jer je uveden Bachov apsolutizam, ukinut ustav i počela germanizacija. To je stanje trajalo do 1860. godine, kada je prestao apsolutizam i Mađarima uspjelo isposlovati početak procesa federalizacije Habsburške Monarhije, odnosno budućeg uređenja cijele države kao Austro-Ugarske Monarhije. Pritom će Međimurje, a i cijela Hrvatska potpasti pod ugarski dio.
Čim je apsolutizam ukinut, Mađari su počeli uporno i nasrtljivo agitirati u Beču da se Međimurje pripoji županiji Zala, a hrvatski političari i narod nisu bili dovoljno jaki, glasni i brzi da to spriječe. Car i kralj Franjo Josip I. je pod pritiskom Mađara dana 7. siječnja 1861. uputio zahtjev Banskoj konferenciji u Zagrebu da mu podastre dokaze o pravu da Međimurje ostane dio Hrvatske. Banska konferencija se proglasila nenadležnom, pa je zahtjev proslijedila Hrvatskom saboru. Budući da zbog pripreme izbora potonji u to vrijeme još nije zasjedao, nije mogao donijeti odluku o tome. Naposljetku je Franjo Josip 26. siječnja 1861. naredio da se Međimurje uključi u Zaladsku županiju. Istog časa, već u siječnju, preko rijeke Mure počeli su dolaziti ugarski administratori da bi uspostavili svoju vlast. Ipak, sve do 12. ožujka postojala je i paralelna hrvatska uprava na čelu s Antonom Globočnikom, koji je toga dana, dobivši nalog iz Kraljevskog namjesništva u Zagrebu da preda svoj ured mađarskom povjereništvu, napustio Međimurje.

### Prilike u Međimurju pod ugarskom vlašću u razdoblju 1861. – 1918.
Od 1861. godine nastupili su osobito teški trenutci za Međimurce, koji su na vlastitoj koži osjetili što znači mađarizacija. Žitelji su bili pod stalnim pritiskom odnarođivanja, koje se manifestiralo kroz nametanje tuđeg, stranog, njima nerazumljiva jezika, te kroz izloženost raznim vrstama psihičkog i fizičkog nasilja, pogotovo ako bi se netko odupro tom nasilju.
Mađarizacija se provodila nad djecom kroz školovanje u novoosnovanim državnim školama, koje su sve više zamjenjivale vjerske škole u kojima se podučavalo na hrvatskom jeziku. Godine 1879. u Čakovcu je osnovana Učiteljska škola, odnosno preparandija, s namjerom da obrazuje one koji će provoditi mađarizaciju.
Osim kroz školstvo, mađarizacija se provodila i kroz nakladništvo, odnosno novinstvo. Godine 1884. Josip Margitaj, pisac i političar mađaronske orijentacije, dao je tiskati „Medjimurski kolendar“, jedan od instrumenata promidžbe mađarizacije. Iste godine počinje izlaziti časopis „Muraköz-Međimurje“ kao hrvatsko-mađarski tjednik. Osim Margitaja, eksponenti mađarizacije bili su Károly Zrínyi, Emanuel Kollay, Franjo Glad, Aleksa Rosoci, Viktor Pataki i drugi.
Vrhunac nasilja nad hrvatskim jezikom dogodio se 1898. godine kada je mađarska vlast uvela preimenovanje svih starih zemljopisnih naziva u Međimurju na izmišljena mađarska imena, koja nisu imala uporište u govornom jeziku, nego su, negdje više, a negdje manje uspješno, jednostavno pomađarena. Tako je na primjer naselje Strahoninec postalo Drávanagyfalu, Vratišinec Murasiklós, Sveti Urban Szentorbánhegy, Sveti Juraj u Trnju Tüskeszentgyörgy, a Zasadbreg Gyümölcshegy.
Mons. dr. Juraj Kolarić je o preimenovanju gradova i sela napisao: „Mađarske su vlasti odredile denominaciju svih hrvatskih topografskih naziva. Tako su prastara povijesna hrvatska imena naselja, sela i gradova bila preimenovana na mađarski jezik, što je kod Međimuraca izazvalo nevjericu, otpor i podsmijeh.“ Zanimljivo je da su se ti karikirani nazivi međimurskih naselja zadržali u Mađarskoj sve do danas, više od sto godina otkako je Međimurje vraćeno u sastav Hrvatske, pa se, slijedom otvorenosti i pluralizma Wikipedije, navode u zagradama imena naselja u uvodnim dijelovima članaka na nekim njenim jezičnim izdanjima, među kojima i na hrvatskom, engleskom i njemačkom.
Dr. Rudolf Horvat u svojoj je knjizi „Poviest Međimurja“ taksativno u šest točaka opširno nabrojao poteze i aktivnosti koje su Mađari provodili u Međimurju, što je ovdje prikazano u skraćenom obliku:
1. mađarski je jezik proglašen jedinim službenim; svi službeni uredski dokumenti bili su na mađarskom, kojeg narod nije razumio, a činovnici i sudci su rasprave i saslušanja održavali također na mađarskom; pritom su stanovnicima pomagali tumači, a sve donesene presude, rješenja i odluke bile su napisane samo na mađarskom pa su Međimurci morali angažirati odvjetnike koji su govorili oba jezika, kako bi im protumačili značenje itd.
2. ugarska je Vlada odredila da u općinskim školama nastavni jezik umjesto hrvatskoga bude mađarski, a kasnije je to uvedeno i u vjerske škole u kojima su župnici bili školski nadzornici; nastava je bila vrlo otežana, jer međimurska djeca nisu razumjela mađarski jezik
3. ugarska je Vlada u Čakovcu osnovala preparandiju, to jest učiteljsku školu, u kojoj su bili obrazovani Međimurci koji su bili zadojeni mađarskim duhom i kao „domaći sinovi“, odnosno mađaroni, vjerno služili pomađarivanju djece u školama
4. međimurski su novaci išli u vojsku u gradove u kojima se govorilo samo mađarskim jezikom; Međimurac koji je znao dobro mađarski, brže je napredovao u vojničkoj službi; ako bi kao vojnik upoznao djevojku Mađaricu i s njom se kasnije vjenčao, učinilo bi se sve da se takva obitelj pomađari
5. mađarizacija je provođena i pomoću crkve tako da je donesen novi zakon po kojem djeca u školama moraju moliti na mađarskom, te isto tako imati i vjeronauk i školske svečanosti s crkvenom propovijedi također na mađarskom
6. kako bi Međimurce odnarodili od hrvatskog naroda, Mađari su počeli dokazivati da su oni poseban narod, koji ima i vlastiti jezik; taj je jezik nešto izmijenjen, ubačene su neke mađarske riječi, a zatim su na njemu izdavane novine ili tiskani molitvenici

Horvat nadalje navodi da su neki Međimurci, kako bi se pokazali lojalnima ugarskoj vlasti, promijenili prezime u mađarsko, za što se plaćala pristojba od 1 krune. On spominje na koji je način ponašanje Mađara opisao jedan od žitelja, Franjo Šafarić, koji je rekao da je „Čakovec bio kula mađaronštine. Posvuda su se kočili mađarski natpisi, isticao se mađarski jezik i orila mađarska pjesma. Ulicama su oholo stupali mađarski žandari, panduri i druga gospoda.“ Uz to, Horvat piše i da je „narod sa strahom pozdravljao ovu bahatu čeljad. Mađari su bili gospodari, a Hrvati sluge; oni su bili gazde, a naš narod tuđinac u svojoj kući i zemlji.“

### Otpor Međimuraca agresivnoj mađarizaciji
Uvođenje mađarskog jezika kao službenog imalo je za posljedicu ubrzano useljavanje pripadnika mađarskog naroda u Međimurje. Mnogi od njih otvorili su odvjetničke urede, zapošljavajući pritom učene Međimurce kao pisare. Uz domaći narod bili su mahom svećenici Hrvati, koji su se uspjeli othrvati mađarskom pritisku. Većina njih je bila ponizna i nesklona otvorenom sukobu i otporu pomađarivanju, ali bilo je i onih koji su se uporno opirali tome. Među njima su bili Stjepan Šadl u Macincu, Ivan Ivko u Štrigovi, Mihael Gašparlin u Gornjem Mihaljevcu i Zvonimir Jurak u Svetom Jurju na Bregu. Takvi su bili progonjeni od strane ugarskih vlasti, pa su neki završili u tamnici.
Otpor su pružali i drugi, među kojima i ondašnji ugledni intelektualci, kao što je bio zaslužni međimurski sin dr. Ivan Nepomuk Novak (*1884–†1934.), pravnik, književnik i narodni preporoditelj rodom iz Macinca. Osim njega, istaknuli su se odvjetnik i varaždinski gradonačelnik dr. Pero Magdić, koji je u Varaždinu 1904. godine pokrenuo novine „Naše pravice“, zatim akademik, etnomuzikolog i skladatelj dr. Vinko Žganec, kapelan dr. Stjepan Vidušić, prof. Pavao Lisjak, ravnatelj gimnazije u Zagrebu i preparandije u Čakovcu, te mnogi drugi.
Općenito je nemogućnost osnivanja glasila za nacionalno osvješćivanje i prosvjećivanje bio jedan od najvećih problema kod boraca za vraćanje Međimurja pod hrvatsku vlast. Uz to, problem je bio i jezik Međimuraca, koji ima kajkavsku osnovu, nasuprot službenom književnom jeziku u Hrvatskoj, koji se temelji na štokavici. Te razlike pokušavali su iskoristiti Mađari i mađaroni konstruirajući novi „međimurski jezik“ s ubačenim mađarskim posuđenicama, čime su htjeli dokazati da su Međimurci drugi narod, različit od Hrvata preko Drave.

### Broj stanovnika u Međimurju 1900. i 1910. godine
Da je u Međimurju na djelu bilo intenzivno mađariziranje hrvatskog pučanstva, može se vidjeti i po strukturi u popisima stanovništva utvrđenih brojki. Tako je, prema popisu stanovništva iz 1900. godine u Međimurju živjelo 81.115 žitelja, od čega 75.663 Hrvata, 4.401 Mađara, 689 Nijemaca, 118 Rumunja, 26 Slovaka itd. Od svega stanovništva, Hrvata je u postotku bilo 93,27%, Mađara 5,42%, dok je pripadnika ostalih naroda bilo 1,31%.
Godine 1910. situacija se prilično promijenila, jer je prema popisu te godine Međimurje brojilo 90.387 osoba, i to 82.829 Hrvata, 6.766 Mađara, 396 Nijemaca, 35 Srba, 22 Slovaka, 6 Rumunja itd. U postotku je to iznosilo 91,62% Hrvata, 7,48% Mađara i 0,9% ostalih. Vidljivo je osjetno povećanje udjela Mađara u stanovništvu u razmaku od samo deset godina.

### Međimurci i Međimurje u Prvom svjetskom ratu
S početkom Prvog svjetskog rata ugarske vlasti su pozivale Međimurce na služenje vojske pod zajedničkim austro-ugarskim zapovjedništvom. Oni su upućivani na razna bojišta, među kojima je bila i po zlu poznata Galicija, gdje se ratovalo protiv Rusa i gdje su mnogi poginuli, zarobljeni ili nestali. Ugarska je vlast za njihove obitelji uvela ratnu potporu i takozvanu stanarsku pripomoć, ali je život svejedno bio težak, jer je stalno vladao nedostatak hrane, odjeće i obuće. Česte su bile zarazne bolesti, poput sušice, tifusa i dizenterije, a onda je 1918. u Međimurje došla i španjolska gripa, koja je znatno povećala smrtnost.
S krajem rata su Međimurci koji su se vratili s bojišnice u listopadu i studenome 1918. sudjelovali, zajedno s ostalim, u ratu nemobiliziranim, stanovništvom u oslobađanju svojeg rodnog kraja od ugarske vlasti, koja je tada, s obzirom na raspad dugovječne Monarhije, bila dijelom u rasulu, ali je ipak pružala jak otpor.

## Prestanak ugarske uprave u Međimurju
Kraj skoro dvjestogodišnje ugarske uprave na području Međimurja obilježen je krvavim sukobima između lokalnog pučanstva i pripadnika ugarskih vlasti, kojima je za pomoć angažirana policija i vojska, uključujući tu i ugarske vojnike i mornare na povratku s talijanskog bojišta i jadranskih ratnih luka poslije završetka Prvog svjetskog rata u Ugarsku. Oni su se mahom vraćali vlakovima koji su prolazili kroz Međimurje i često puta dugo stajali na međimurskim željezničkim kolodvorima, jer su bili bez voznog reda. Pritom su gladni i žedni ugarski ratni povratnici odlazili s kolodvora u obližnja naseljena mjesta da kako bi se snabdjeli s hranom, što nije uvijek prošlo bez nasilja i pljačke.
U sukobima Mađara s lokalnim međimurskim pučanstvom tijekom studenog i prosinca 1918. stradali su mnogi nedužni ljudi. U to je vrijeme bio proglašen i prijeki sud, tzv. Štatarium. Neke od Međimuraca ugarske su vlasti strijeljale, druge vješale, a sve su ih mrtve ostavljale na stratištu još tri dana kao opomenu drugima, da vide što ih čeka ako se pobune.
U mnogim je naseljima narodni bunt bio vrlo izražen, pa je npr. u Goričanu kulminirao proglašenjem tzv. „Goričanske republike“, koja je trajala od 3. – 16. studenog. Nju je na kraju uz represalije ukinula ugarska vojska, koju je predvodio bivši „domaći“ odvjetnik Béla Vajda iz Preloga.

### Organizacijske pripreme i vojne operacije za oslobađanje
Reakcija u drugim dijelovima Hrvatske na ubojstva Međimuraca i općenito teror nad žiteljstvom bila je takva da je u prvoj polovici studenog 1918. osnovano Narodno vijeće za Međimurje te da su se u Karlovcu, Sisku, Zagrebu, Varaždinu i drugdje skupljali i pripremali hrvatski vojnici za oslobođenje najsjevernijeg hrvatskog kraja od dugotrajne ugarske uprave. Oko organizacije oslobađanja najviše je bio angažiran dr. Ivan Nepomuk Novak. On je i predsjedao 15-oročlanim Narodnim vijećem za Međimurje, u kojem su članovi još bili Vinko Žganec, Kapistran Geci, Franjo Glogovec i Stjepan Vidušić (koji je obavljao posao tajnilka Vijeća), te po jedan predstavnik svake tadašnje upravne općine.
Budući da je nasilje Mađara nad Međimurcima svakim danom bivalo sve veće i da se nije imalo vremena čekati, odlučeno je da u oslobađanje Međimurja iz Varaždina 13. studenog krenu dotad oformljene naoružane hrvatske postrojbe, premda one nisu bile osobito velike (oko 300 ljudi). Njima nasuprot stajala je brojnija i opremljenija ugarska vojska na čelu koje je bio dopukovnik György Kühn, a za zapovjednika postrojbe u Čakovcu postavljen je bojnik Károly pl. Györi. Hrvatske snage, kojima je zapovijedao bojnik Ivan Tomašević, uspjele su osloboditi Nedelišće i krenule prema Čakovcu, ali ugarska vojska, dobivši pojačanja iz Velike Kaniže, obranila je grad. Uvidjevši da neće uspjeti, hrvatske postrojbe, izložene neprijateljskoj vatri, povukle su se tada natrag u Varaždin. Unatoč neuspjehu, taj je prvi pokušaj pridonio još većoj odlučnosti da se Međimurje oslobodi.
Kako sljedeća vojna operacija za oslobađanje ne bi završila porazno, prišlo se formiranju većeg vojnog kontingenta, koji bi bio dovoljan za uspješnu akciju. Zapovjedništvo je povjereno dopukovniku Slavku Kvaterniku, koji je na kraju raspolagao sa sedam bataljuna pješaštva, dva eskadrona konjaništva, četiri bitnice topništva s ukupno 24 topa, te nekoliko drugih specijalnih i pomoćnih postrojbi, sveukupne snage oko 3.000-4.000 ljudi. Ta se vojska okupila u Varaždinu do 20. prosinca, gdje je odlučeno da se formiraju tri grupacije koje će iz tri smjera ući u Međimurje. Predvodili su ih iskusni časnici, kao što su bili dopukovnik Dragutin Perko, bojnici Ivan Tomašević, Josip Špoljar, Mirko Pogledić, Mihajlo Georgijević i Ivo Henneberg, satnici Stjepan Sertić, Radoslav Rački, Matija Čanić i Erminij Jurišić, te natporučnik Franjo Glogovec, koji je zapovijedao domaćom, “Međimurskom satnijom“. U samom Međimurju nalazile su se i dalje postrojbe pod zapovjedništvom dopukovnika Kühna i bojnika Györija, ali sada kao dio vojske novouspostavljene (međutim, međunarodno nepriznate), Demokratske Republike Mađarske.
Operacija oslobađanja započela je na Badnjak, 24. prosinca 1918. u 6 sati ujutro, a uspješno je, bez puno žrtava, završena u roku od sedam sati, predajom mađarskih trupa. Popodne istoga dana narod iz cijelog Međimurja se spontano počeo okupljati u Čakovcu. Masa ljudi je bila tolika da svi nisu mogli stati u jednu dvoranu, nego su se okupili u velikom školskom dvorištu Građanske škole, gdje je održan skup potpore i radosti što je Međimurje oslobođeno. Na skupu je prvi govorio dr. Ivan N. Novak, a zatim i drugi članovi Narodnog vijeća za Međimurje. Poslije toga, masa ljudi sa skupa je prošla središtem Čakovca, gdje su u međuvremenu brzo zamijenjene sve mađarske natpisne ploče na ulicama, trgovima, dućanima i obrtničkim radnjama. Pripadnici srušene mađarske vlasti koji su činili zločine smješteni su u zatvor isti dan.
Na kraju značajnog dana, nešto prije ponoći, u franjevačkoj crkvi svetog Nikole u središtu Čakovca narod se još jednom masovno okupio i nazočio polnoćki. Pritom su pjevane božićne pjesme, ali i himna „Lijepa naša domovino“.

### Politička potvrda odvajanja od Ugarske i spajanja s Hrvatskom
Međimurje je oslobođeno vojnom akcijom, ali sve je trebalo pravno ozakoniti, pa je Narodno vijeće za Međimurje odlučilo da će se dana 9. siječnja 1919. u Čakovcu održati Velika narodna skupština. Tog dana okupilo se preko 10.000 ljudi na Franjevačkom trgu ispred crkve svetog Nikole. Skupštinu je otvorio otac Kapistran Geci koji je predložio predsjednika i članove. Tijekom rada Skupštine usvojen je jedan od najvažnijih dokumenata u međimurskoj povijesti – Rezolucija o odcjepljenju Međimurja od Ugarske.
Pripadnost Međimurja Hrvatskoj potvrđena je u okviru Pariške mirovne konferencije, tijekom koje je pripremljen kasnije (4. lipnja 1920.) sklopljen Trianonski ugovor. Njime je definirana granica novonastalih država Mađarske i Kraljevine Srba, Hrvata i Slovenaca.

## Nasljeđe i sjećanja
Odmah nakon oslobađanja Međimurja od mađarskih vlasti, njegov prvi guverner postao je dopukovnik Dragutin Perko, koji je za mjesnog zapovjednika Čakovca postavio bojnika Josipa Špoljara. Istodobno su hrvatski činovnici zamijenili mađarske u uredima, a hrvatski učitelji preuzeli u školama provođenje nastave na hrvatskom jeziku. Nešto kasnije dopukovnika Perka zamijenio je dr. Novak, predsjednik Narodnog vijeća, postavši prvi građanski upravitelj Međimurja.
Kad je sklopljen Trianonski sporazum, Vlada kraljevine SHS preuzela je kontrolu nad cijelim područjem. Ona je iz Beograda poslala u Međimurje srbijanske vojnike, žandare, carinike i činovnike, koji su nastojali da od Međimuraca metodama pritiska i prisile umjetno stvore Jugoslavene. To im, međutim, kao ni Mađarima ranije, sljedećih dvadeset godina nije uspjelo, a onda je počeo 2. svjetski rat.
Spletom okolnosti, na početku toga velikog rata, Mađarima se opet ukazala još jedna prigoda i oni su je iskoristili, te još jednom, posljednji put, 1941. godine zaposjeli Međimurje. Ovaj puta to je tretirano kao najobičnija okupacija, na koju je Vlada novoformirane Nezavisne Države Hrvatske oštro reagirala, ali nije uspjela uspostaviti prijašnje stanje. Odmah po okupaciji započela je intenzivna mađarizacija, koja je, između ostalog, značila obvezatno učenje mađarskog jezika u školama, tako da i danas najstariji Međimurci razumiju mađarski jezik. Ta je okupacija na kraju završila 1945. godine, kada je saveznička vojska zauvijek istjerala mađarske okupacijske snage iz Međimurja.
Na stotu obljetnicu oslobođenja i odcjepljenja Međimurja od Mađarske održana je u Čakovcu je u Muzeju Međimurja početkom 2019. godine prigodna izložba, koja je trajala od 8. siječnja do 28. ožujka 2019.

## Vanjske poveznice
- Mihovil Ivan Althan – carski i kraljevski komornik i veliki župan Zaladske županije – vlasnik međimurskog vlastelinstva od 1719. godine
- Međimurci u vrtlogu mađarizacije, sustavne pljačke, vješanja i strijeljanja
- Uspješno zaposjedanje Međimurja i pripojenje Kraljevstvu Srba, Hrvata i Slovenaca
- Mađarske aspiracije prema Međimurju vidljive su još i u novije vrijeme  Arhivirana inačica izvorne stranice od 16. srpnja 2020. (Wayback Machine)